# El Grillo (bài hát)
"El Grillo" (The Cricket) là một tác phẩm của Josquin des Prez. Tác phẩm được viết vào đầu thế kỷ 16, được coi là một trong những tác phẩm ăn khách nhất của Josquin.

## Lịch sử
Tác phẩm được viết vào khoảng đầu thế kỷ 16, "El Grillo" được cho là của "Iosquin Dascanio", theo truyền thống được xác định là nhà soạn nhạc người Pháp Josquin des Prez. Một số học giả cho rằng Josquin viết bài hát để tôn vinh hoặc chế giễu đồng nghiệp của mình tại House of Sforza, một ca sĩ người Ý tên là Carlo Grillo. Frottole libro tertio, được xuất bản bởi Ottaviano Petrucci vào năm 1505, là nguồn duy nhất đương thời của "El Grillo". Tác phẩm nhận được rất ít sự chú ý từ các nhà âm nhạc học hiện đại cho đến năm 1931, khi được Arnold Schering đưa vào Geschichte der Musik Beispielen.

## Phân tích
Bài hát được chấm cho bốn giọng. Được viết dưới góc nhìn của người thứ ba, "El Grillo" liên quan đến loài dế. Phần mở đầu bài hát nói về con dế, trong khi phần thứ hai so sánh dế và chim biết hót. Bài hát kết thúc bằng cách so sánh rằng dế có thể hát hay hơn chim, đặc biệt là vì chúng hót mọi lúc, dù mưa hay nắng. Bài hát chứa cả từ đồng âm và từ tượng thanh, với nhịp điệu bắt chước cách cư xử của một con dế. Đặc biệt đối với một frottola, ripresa của các dòng thơ chủ yếu có bảy âm tiết, trong khi piedi và volta có tám âm tiết. Theo nhà âm nhạc học Jaap van Benthem, số nốt trong bản ripresa (88) đánh vần "Des Prez" trong gematria, trong khi 99 nốt trong volta đánh vần "Josquin".

## Di sản
"El Grillo" được coi là một trong những tác phẩm ăn khách nhất của Josquin. Willem Elders gọi bài hát là "một trong những bài hát rực rỡ nhất của cuối thế kỷ 15", trong khi Richard Sherr mô tả như một "bản nhạc vui nhộn thú vị." Henry Vyverberg viết rằng bài hát "đại diện cho frottola ở điểm hấp dẫn nhất."